# Euginius Cañete
Euginius Longakit Cañete (ur. 8 lipca 1966 w Liloan) – filipiński duchowny katolicki, biskup Gumaca od 2025.

## Życiorys

### Prezbiterat
Święcenia kapłańskie otrzymał 18 grudnia 1995 w zgromadzeniu Misjonarzy Jezusa. Po święceniach przez kilka lat pracował w Zambii. W 2004 powrócił do kraju i został wykładowcą w instytucie formacyjnym w Quezon City. Pełnił także funkcje m.in. dyrektora zakonnego postulatu, sekretarza generalnego Misjonarzy Jezusa, rektora scholastykatu w Antipolo oraz koordynatora generalnego zakonu.

### Episkopat
30 września 2024 papież Franciszek mianował go biskupem ordynariuszem diecezji Gumaca. Sakry udzielił mu 28 grudnia 2024 kardynał Pablo Virgilio David.